# Fontenois-lès-Montbozon
Fontenois-lès-Montbozon là một xã thuộc tỉnh Haute-Saône trong vùng Franche-Comté phía đông nước Pháp.